# Eupithecia dimidia
Eupithecia dimidia är en fjärilsart som beskrevs av András Vojnits 1982. Eupithecia dimidia ingår i släktet Eupithecia och familjen mätare. Inga underarter finns listade i Catalogue of Life.